# Per Lundqvist
Per G. Lundqvist, född 1959, är en svensk ingenjör som är professor i energiteknik vid KTH i Stockholm.
Lundqvist disputerade 1993 i tillämpad termodynamik vid KTH på en avhandling om Stirlingcykeln som kylprocess. Lundqvist har sedan dess varit aktiv som forskare och lärare på KTH, och blev 2007 professor. Forskningen omfattar såväl termodynamiska cykler och system för energomvandling men även energianvändningssystem med särskilt fokus på effektiv energianvändning och hållbar utveckling. 
Lundqvist är aktiv inom IPCC med avseende på utfasning av ozonnedbrytande ämnen och kopplingen till global uppvärmning. Han är även ordförande för Commission E2 inom IIR, International Institute of Refrigeration. Lundqvist representerar KTH inom det internationella samarbetet Sustainable Campus, och fungerar som ansvarig för utbildning på grundläggande och avancerad nivå inom skolan för industriell teknik och management, KTH.
Lundqvist är sedan 2008 ledamot av Ingenjörsvetenskapsakademien. Andra internationella nätverk han är medlem av är IEA och ASHRAE.